# Quasar Pictures
Quasar Pictures est une société de production cinématographique française.
Depuis l'année 2002, Quasar Pictures a produit les longs métrages suivants :
- 2014 : À toute épreuve, de Antoine Blossier
- 2012 : Sea, No Sex and Sun, de Christophe Turpin
- 2010 : La Traque, de Antoine Blossier
- 2010 : Les Enfants de Camerone, de Richard Caniparoli et Olivier Oursel
- 2009 : Bonded Parallels, de Hovhannes Galstyan
- 2007 : Partes Usadas, de Aaron Fernandez Lesur
- 2007 : Lady Bar, de Xavier Durringer
- 2006 : L'Héritage, de Temur Babluani et Géla Babluani
- 2005 : Frankie, de Fabienne Berthaud
- 2005 : 13 Tzameti, de Géla Babluani

Parmi les producteurs de la société, on peut citer :
- Jean-Marie Delbary
- Olivier Oursel